# اسماعیل جلایر
اسماعیل جلایر از نقاشان طراز اول دوره ناصری دراواخر سده سیزدهم و اوایل سده چهاردهم هجری است که در تصویرسازی و چهره‌پردازی مهارت داشت. 

## زندگینامه
اسماعیل جلایر یا اسمعیل جلایر فرزند «حاجی زمان خان» از نقاشان طراز اول دوره ناصری دراواخر سده سیزدهم و اوایل سده چهاردهم هجری است که در تصویرسازی و چهره‌پردازی مهارت داشت. او نقاشی را در مدرسه دارالفنون آموخت و سپس در همین مدرسه به استادی رسید. او را از پیش قراولان شیوه نقاشیخط جدید می‌دانند.
جلایر در اغلب آثار خود بجز چندتایی تاریخی قید نکرده بدین جهت تاریخ فعالیت هنری وی نامعلوم مانده است. ولی از آثار باقی‌مانده وی و تاریخ‌ها و وقایع می‌توان چنین گمان برد که او در حدود سال ۱۲۶۲ ه‍.ق متولد شده، در حوالی ۱۲۸۰ ه‍.ق همراه پدر به تهران آمده، در ۲۴ سالگی وارد دارالفنون شده، در دوره سلطنت ناصرالدین شاه (حک: ۱۲۶۴-۱۳۱۳) در هنر خود درخشیده و تا سال‌های ۱۳۲۰ ه‍.ق زنده بوده و کار می‌کرده‌است و در حدود ۶۰ سالگی درگذشته است.

## شیوه

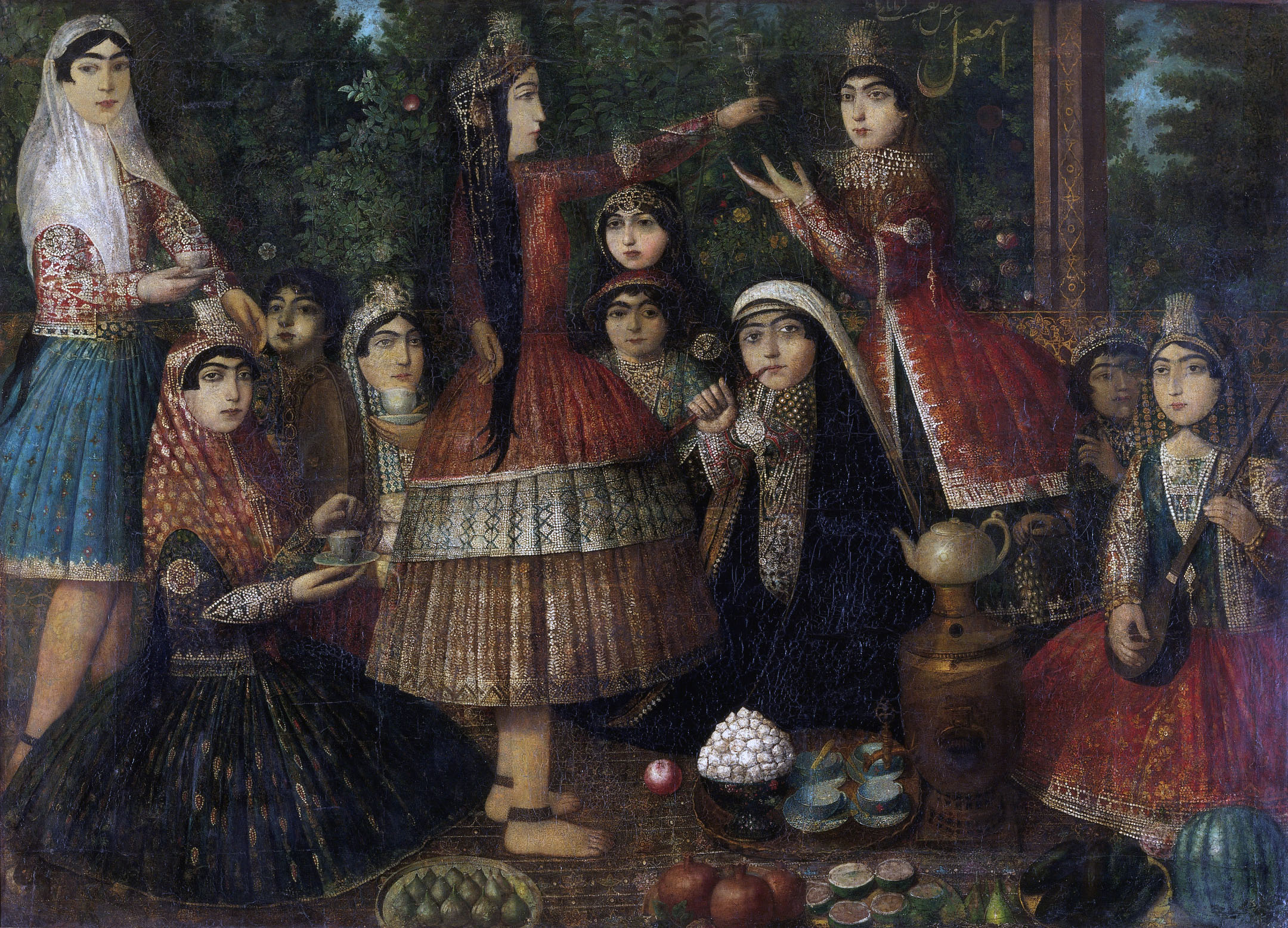

شیوه او شبیه‌سازی و پرداز بود و گاه چشم‌اندازی از طبیعت را می‌کشید. جلایر آثار رنگ و روغنی خود را با رنگ‌های شاد و زنده تصویر می‌نمود و بعضی اوقات از رنگ سیاه و سفید استفاده می‌کرد و رنگ و روغن را به‌روش سیاه قلم اجرا می‌کرد، او زمینه آثار خود را با گل و برگ‌های شاد و زنده و ابتکار مخصوص پر کرده و جلوه اثر را دو چندان مینمود.
اسماعیل جلایر را می‌توان از پیشگامان شیوه نقاشیخط امروزی دانست که از سبک‌های مطرح نقاشی مدرن ایرانی و خوشنویسی معاصر می‌باشد. شیوه خط - نقاشی که پیش‌تر به ندرت در ایران معمول بود، در دوره قاجار به اوج شکوفایی رسید و جلایر یکی از نخستین هنرمندانی است که خط را وارد نقاشی کرد. او خود خوشنویس و خطاط زبردستی نبود، ولی خط نستعلیق را خوش می‌نوشت و از روی خطوط میرزا غلامرضا اصفهانی مشق می‌کرد و خط را به شیوه نقاشی و با طراحی و قلم مو و رنگ بسیار خوش می‌نوشت و آن را حک و اصلاح می‌کرد و با قلمو بر دل نقاشی می‌نشاند. سپس در میان خطوط و نوشته‌ها، گل و بوته و پرنده و حیوانات و مناظر و دورنماهای دقیق طرح می‌انداخت و بدین‌سان، از تلفیق خط و نقاشی، تابلوهایی زیبا خلق می‌کرد.

## آثار
بیشترین و ممتازترین اثر او شمایل‌های گوناگون بود که در اندازه و سبکهای مختلف ارائه شده بود. در زمینه ایمان و اعتقاد باطنی به علی امام اول شیعیان ارادت خالصانه داشته و اغلب موضوعات هنری را از بین اقطاب و اخوان صفا و قلندران پاکباخته انتخاب و ترسیم می‌نمود. 
او در یکی از آثار خود به لاتین امضاء کرده که معلوم می‌کند در نگارش متن لاتین نیز دست داشته‌است. 
از او تابلوهای فراوانی به جای مانده است، که یکی از این آثار هم‌اکنون در نگارخانه مجموعه کاخ گلستان در معرض دید عموم است، و آن تصویر رنگ و روغنی «درویش نورعلیشاه» است.
از دیگر آثار جلایر که در کتابخانه نسخ خطی کاخ گلستان موجود می‌باشد ، تصویر سیاه قلم اقطاب صوفیان به این شرح است: «شیخ شمس الدین تبریزی»، «اوحدی شیخ سلطان بایزید»، «سید معصوم علی شاه»، «نور علیشاه»، «مشتاق کرمانی»، «باباطاهر عریان» با رقم «اسمعیل جلایر ابن الحاجی زمان خان»